# René Chocat
René Chocat, född 28 november 1920 i Santranges, död 18 juli 2000 i Montpellier, var en fransk basketspelare.
Chocat blev olympisk silvermedaljör i basket vid sommarspelen 1948 i London.